# فلسطينيو الجزائر
فلسطينيو الجزائر، هم الفلسطينيون المتواجدون في دولة الجزائر في شمال إفريقيا، بلغ عدد أفراد الجالية الفلسطينية حوالي 4000 لاجئ فلسطيني، من مجموع اللاجئين الفلسطينيين في الشتات الفلسطيني عبر أنحاء العالم.

## التاريخ
- بعد التحرير الجزائر من الاحتلال الفرنسي وفد إليها الكثير من أبناء الشعب الفلسطيني سواء من دول اللجوء أو من الضفة الغربية وقطاع غزة، وكانت منذ القدم محطة لأبناء الشعب الفلسطيني.

- بدأت أول مجموعات من الفلسطينيين حاملي شهادات الثانوية العامة بالتوافد الى الجزائر، لغرض العمل أو لأجل الدراسة في الجامعات  الجزائرية ضمن إطار بعثة فلسطين.

- على أثر نكسة حزيران عام 1967 لم يتمكن العديد من الفلسطينيين من الرجوع إلى الضفة والقطاع بسبب وقوعها تحت الإحتلال ومنعهم من العودة إليها.[3]

## عدد أفراد الجالية الفلسطينية في الجزائر
- وصل عدد أبناء الجالية من الطلبة والمعلمين في الفترة الممتدة من عام 1965  الى نهاية الثمانينات حوالي 7000 معلم و 500 طالب.

- غالبية أبناء الجالية  قدموا من قطاع غزة.

- بعض العائلات الفلسطينية نزحت إلى الجزائر على أثر إجلاء منظمة التحرير من بيروت، وفي الفترة الممتدة حتى عام 1985.

- في مرحلة الانتفاضة الأولى والثانية، شهد الجزائر مجيء العشرات من  الفلسطينيين المطلوبين للإحتلال والأسرى.

وصل عدد اللاجئين الفلسطينيين في الجزائر إلى عشرة آلاف لاجئ.

## العودة
- بعد توقيع اتفاقية أوسلو عاد الكثير من العائلات مع السلطة الفلسطينية إلى قطاع غزة والضفة الغربية.

- في السنوات  الأخيرة بدأت الجالية وأبناؤها تعاني من عديد من المشاكل حيث باتت ظروف ومتطلبات العمل والحياة أكثر صعوبة وأكثر تعقيداً.[5]

- يصل عدد الفلسطينيين في الجزائر اليوم تقريباً الى 4000.[6]

## التضامن
يرفع العلم الجزائري إلى جانب العلم الفلسطيني في الفعاليات والمسيرات في فلسطين.